# Edmundo Ribadeneira
Edmundo Ribadeneira Meneses (Ibarra, 2 de noviembre de 1920 - 14 de febrero de 2004) fue un escritor, periodista y profesor universitario ecuatoriano.
Fue galardonado por su "actividad cultural" con el Premio Nacional de la República del Ecuador Eugenio Espejo, en 1988, por el presidente de Ecuador.
Él era el presidente de la Casa de la Cultura Ecuatoriana desde 1979 hasta 1988. Fue profesor universitario y columnista de El Comercio. Fue miembro del jurado de la primera edición de la Bienal de Cuenca.

## Obras
- La moderna novela ecuatoriana (1958)
- El destierro es redondo
- La novela italiana de la segunda posguerra (1959)